# Zgornja obračalka
Zgornja obračalka v prav tudi okrogli pronator (latinsko musculus pronator teres) je mišica podlakti. Izvira s sprednje strani podlahtničnega epikondila nadlahtnice in medialne strani koronoidnega odrastka podlahtnice ter se narašča na sredino lateralne koželjnične ploskve (tuberostias pronatoria radii).
Mišica skupaj s kvadratnim pronatorjem skrbi za pronacijo podlakti, sodeluje tudi pri fleksiji komolca.
Oživčuje jo živec medianus (C6 in C7).